# Emerald (zespół muzyczny)
Emerald – szczecińska grupa, założona w 1991 roku, grająca muzykę z pogranicza folku, rocka i punk rocka. Ich styl wywodzi się z klimatów typowo pijacko-barowych, kojarzonych z takimi zespołami jak The Pogues czy The Mahones.
Pierwszy album zespół zrealizował i wydał własnymi siłami, a następnie związał się ze szczecińska wytwórnią Jimmy Jazz Records, z którą rozwiązał współpracę po wydaniu „Fiński Nóż”.

## Dyskografia
- CD „Rockin' the Irish Pub” (1999)
- CD Balony św. Patryka (2003)
- CD Folk No More (Jimmy Jazz Records, 2006)[1]
- CD "Fiński Nóż" (Jimmy Jazz Records, 2010)
- CD "Sayonara" (Emerald Rec. 2018)

## Składanki
- CD Prowadź mnie ulico vol. 3 (Jimmy Jazz Records, 2006), utwór: „Nocny”